# Cathédrale de Ferentino
La cathédrale de Ferentino est une église catholique romaine de Ferentino, en Italie. Il s'agit d'une cocathédrale du diocèse de Frosinone-Veroli-Ferentino.